# Велике Порту

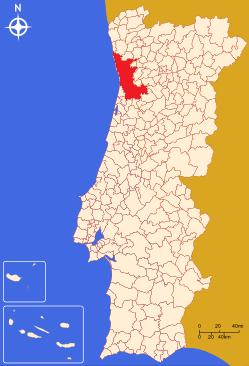
Мапа Столичного району Порту

Столичний район Порту — (порт. Área Metropolitana de Porto) міська агломерація в Португалії, що включає в себе місто Порту та прилеглі до нього промислові міста-супутники. Ця агломерація має певну адміністративну автономію. 

## Склад
У Столичний район Порту входять такі громади: 
1. Ароука
2. Валонгу
3. Віла-Нова-ді-Гайя
4. Віла-ду-Конде
5. Гондомар (Португалія)
6. Майа (Португалія)
7. Матозиньюш
8. Повуа-де-Варзін
9. Порту
10. Сан-Жуан-да-Мадейра
11. Санта-Марія-да-Фейра
12. Санту-Тирсу
13. Трофа
14. Ешпінью